# Mariner Mountain
Mariner Mountain är ett berg i Kanada.   Det ligger i Regional District of Alberni-Clayoquot och provinsen British Columbia, i den sydvästra delen av landet, 3 700 km väster om huvudstaden Ottawa. Toppen på Mariner Mountain är 1 771 meter över havet.
Terrängen runt Mariner Mountain är huvudsakligen bergig.Trakten runt Mariner Mountain är nära nog obefolkad, med mindre än två invånare per kvadratkilometer.. Det finns inga samhällen i närheten.
I omgivningarna runt Mariner Mountain växer i huvudsak barrskog.